# Zmiany granic miast w Polsce w 2016
Zmiany granic miast w 2016 roku – zmiany granic administracyjnych miast w Polsce, które nastąpiły 1 stycznia 2016 r. na podstawie rozporządzenia Rady Ministrów z 28 lipca 2015 r.
| Miasto (województwo)                         | Powierzchnia przed zmianą | Powierzchnia po zmianie | Włączany/wyłączany obszar                  | Włączona/wyłączona powierzchnia |
| -------------------------------------------- | ------------------------- | ----------------------- | ------------------------------------------ | ------------------------------- |
| Brzesko (województwo małopolskie)            | 11,83 km²                 | 11,92 km²               | część Jasienia                             | 0,09 km²                        |
| Gozdnica (województwo lubuskie)              | 23,88 km²                 | 23,92 km²               | część Ruszowa                              | 0,04 km²                        |
| Jarocin (województwo wielkopolskie)          | 16,72 km²                 | 17,53 km²               | część Bachorzewa                           | 0,81 km²                        |
| Mieszkowice (województwo zachodniopomorskie) | 4,73 km²                  | 5,25 km²                | części: Kępy Troszyńskiej i Kurzycka       | 0,52 km²                        |
| Nowogard (województwo zachodniopomorskie)    | 12,44 km²                 | 12,57 km²               | część Miętna                               | 0,13 km²                        |
| Orzesze (województwo śląskie)                | 82,89 km²                 | 82,85 km²               | część Kobiór                               | 0,04 km²                        |
| Pieszyce (województwo dolnośląskie)          | 64,64 km²                 | 17,72 km²               | Bratoszów, Kamionki, Piskorzów i Rościszów | 0,49 km²                        |
| Pilawa (województwo mazowieckie)             | 6,62 km²                  | 6,66 km²                | części Jaźwin i Łucznicy                   | 0,04 km²                        |
| Szczecin (województwo zachodniopomorskie)    | 300,55 km²                | 300,56 km²              | część Rzęśnicy                             | 0,01 km²                        |
| Żarów (województwo dolnośląskie)             | 6,16 km²                  | 6,69 km²                | część Mrowin                               | 0,53 km²                        |